# Sofoklís Venizelos
Sofoklís Venizelos (en grec: Σοφοκλής Βενιζέλος) (Khanià 3 de novembre de 1894 - 7 de febrer de 1964) va ser un polític grec que va servir dues vegades com a primer ministre de Grècia.
Segon fill d'Elevthérios Venizelos, Sofoklis va servir amb distinció en l'exèrcit grec durant la Primera Guerra Mundial i les fases inicials de la campanya de l'Àsia Menor, assolint el grau de capità d'artilleria. Va dimitir de l'exèrcit després d'haver estat elegit com a membre del parlament pel Partit Liberal del seu pare en les eleccions de 1920. El 1941, després que Grècia estigués ocupada per les tropes alemanyes, es converteix en ambaixador als Estats Units, on representa el govern grec en exili basat en El Caire. Es va convertir en ministre d'aquest govern el 1943, i el seu primer ministre el 1944.
Després del final de la guerra, va tornar de nou a Grècia on va convertir-se en vicepresident del partit liberal, liderat per Themistoklis Sofoulis i en ministre del primer govern de postguerra encapçalat per Georgios Papandreu. El 1948 va assumir la conducció del partit i va ser ministre en una sèrie de governs liberals de curta durada dirigits per Papandreu i Nikolaos Plastiras; en dos d'aquests governs va ser també primer ministre.
El 1954, la seva llarga amistat amb Georgios Papandreu es va deteriorar, i Venizelos va formar el Partit Democràtic Liberal. Les diferències es van resoldre el 1958, i el 1961 funda amb Papandreu el partit Unió del Centre, al qual servirà fins a la seva mort el 1964. La seva tomba es troba al costat de la del seu pare a l'illa de Creta.